# إينا هيغينز
إينا هيغينز (بالإنجليزية: Ina Higgins)‏ هي مهندسة المناظر الطبيعية أسترالية وأيرلندية، ولدت في سبتمبر 1860 في مقاطعة كورك في جمهورية أيرلندا، وتوفيت في 26 أكتوبر 1948.